# Шефкет Муслију
Шефкет Муслију (звани Хаџија, 1963) је албански терориста и криминалац, припадник ОВК и ОВПМБ, а после завршетка сукоба на југу Србије крајем 2001. године постао је и један од команданата АНА. Рођен је 12. фебруара 1963. године у селу Кончуљ, општина Бујановац.

## Терористичке активности у ОВК и ОВПМБ
Као члан ОВК на Косову, током 1998. године био је активан у специјалним терористичким јединицама под командом Рамуша Харадинаја. Током друге половине 1999. учествовао је у злостављању Срба у Гњилану као припадник Гњиланске групе ОВК.
Од децембра 1999. боравио је на југу Србије где је са рођаком Јонузом Муслијуом и својим борцима вршио пресретања, нелегална хапшења, малтретирања и пљачкања путника на путу Бујановац-Гњилане, изнад села Добросин, отимајући им возила, робу и драгоцености наводно за потребе ОВПМБ. У униформи Косовског заштитног корпуса, са својим сарадницима заустављао је возила која су се кретала у правцу Гњилана, и наплаћивао таксу са образложењем да сваки Албанац из Прешева и Бујановца мора да плати тражену суму новца. Почетком 2000. године укључио се у тада формирану групу за ликвидације Албанаца настањених на подручју Бујановца, Прешева и Гњилана, који су одбијали сарадњу са терористима.
Одмах по формирању ОВПМБ постао је њен командант и руководио је Главним штабом у Добросину. У циљу омасовљавања ове организације, наредио је присилну мобилизацију војно способних Албанаца, њихову краткотрајну обуку и упућивање у терористичке акције. Иницирао је оснивање локалних сеоских штабова на подручју Прешева и Бујановца, које је затим објединио и ставио под своју команду. У том периоду, лично је учествовао или наредио извршење више оружаних напада на положаје припадника полиције у селима Добросин и Кончуљ. Од октобра 1999. до маја 2001. године на подручју општине Бујановац извршио је 49 најтежих кривичних дела.
Учествовао је у терористичком нападу на патролу полиције у Кончуљу 23. новембра 1999. када су рањена два полицајца, као и у акцији изведеној 26. фебруара 2000. године, када је са групом од 11 наоружаних припадника ОВПМБ напао полицију код села Кончуљ, при чему су погинула два припадника МУП-а и још два су рањена, а страдао је и један борац ОВПМБ.
Заједно са Рамаданом Заиријем и Насуфом Муслијуом подметнуо је 4 противтенковске мине у близини основне школе у Кончуљу, на путу према Добросину, од којих је 8. јуна 2000. године повређено 5 припадника полиције када је службено полицијско возило наишло на њих. Организовао је отмицу и убиство двоје последњих српских житеља Малог Трновца 22. јуна 2000. године и наредио постављање противтенковске мине на сеоском путу у Малом Трновцу од чије је експлозије 10. новембра 2000. године погинуо полицајац Ивица Божиновић.
Иако се почетком јануара 2001. године изјаснио да ће прихватити споразум о демилитаризацији ОВПМБ, као командант Главног штаба ове организације, наложио је њеним припадницима да већи део наоружања склоне у бункере и складишта, а 4. фебруара исте године, организовао је напад на положаје Војске Југославије и полиције у селу Лучане. Почетком марта, организовао је отмицу четворо Срба, који су заточени и мучени у Кончуљу, као и отмицу и злостављање цивила Радомира Стојиљковића из Трстеника.
Предао је оружје припадницима КФОР-а 26. маја 2001. године искористивши амнестију коју је дала СРЈ свим терористима који до краја месеца маја положе оружје.
Након распуштања ОВПМБ, настанио се у Гњилану, али је наставио да командује групом терориста, која је по његовом наређењу извршила више терористичких напада на југу Србије од јуна 2001. до краја 2003. године. После формирања АНА на југу Србије, изабран је за руководиоца дивизије Адем Јашари из састава АНА која је лоцирана у Прешевској долини и заједно са Љиримом Јакупијем је организовао диверзантско-терористичка дејства у складу са налозима руководства АНА.
Преко чланова своје породице, који живе у Немачкој, иницирао је оснивање тзв. хуманитарног фонда Глас отаџбине преко којег су прикупљана средства од Албанаца који раде у иностранству. Већи део тих средстава присвојио је за личне потребе. Поред финансијских средстава која је стекао као командант ОВПМБ заједно са Мустафом Џемаиљијем бавио се и шверцом оружја које је из Албаније дотурано и продавано на Косову, у Македонији и на југу Србије.
Стављен је на америчку црну листу лица којима се због терористичке делатности ускраћује финансијска помоћ, односно забрањује улазак у САД. Ухапшен је 12. априла 2003. године од стране КФОР-а и налази се у затвору у бази Бондстил код Урошевца, где је осуђен на 10 година затвора. Пуштен је из затвора 26. маја 2011. године.